# ゲタリア
ゲタリア（バスク語: Getaria, スペイン語: Guetaria）は、スペイン・バスク州ギプスコア県のムニシピオ（基礎自治体）。公式名はバスク語表記のGetaria。バスク州では観光地として知られている。緑色のブドウから作られる発泡性白ワイン、チャコリのひとつであるDOゲタリアコ・チャコリナ（Getariako Txakolina）はゲタリア周辺で生産される。

## 由来
元々はGuetariaであったが、現代バスク語のスペルに直すとGetariaとなるため、後者が公式表記となっている。バスク語、スペイン語ともに地名の発音は同じである。
ゲタリアから61kmほど離れたフランス領バスクに、ゲタリー（Guéthary）という漁村がある。バスク語の地名では末尾にaがあったりなかったりする特徴がある。ゲタリアもゲタリーも、地理的位置が近く漁村であることが共通しており、語源は同じであるとされている。ガスコーニュ語のグアイタ（Guaita、遠景）から派生したという説が最も一般的となっている。バスク沿岸の自治体は、ガスコン人によって植民されたといわれているからである。また、過去にゲタリア住民が捕鯨を生業としていたことも関係するという説がある。

## 地理
ゲタリアは、カンタブリア海（ビスケー湾）に面したギプスコア海岸の中央部にある。この一帯は切り立った崖があるが、海に侵食され洞窟がある。
ゲタリアの町並みは、本土とサン・アントン山とをつなぐ地峡の上にある。16世紀まで、サン・アントン山は島であった。崖と、海抜1mほどの陸繋島に人々は定住した。サン・アントン山のシルエットはネズミに似ており、陸繋島とゲタリアの町並みは尻尾に見える。このためにサン・アントン山は別名ギプスコアのネズミと呼ばれ、ギプスコアの郵便の意匠にもなったことがある。

## 歴史
1209年、サン・セバスティアン郊外の刷新を行っていたカスティーリャ王アルフォンソ8世の命令で、城塞都市ゲタリアがつくられた。ゲタリアはサン・セバスティアンやオンダリビアより早くにできた中世の町である。
中世から漁業の町として栄え、島南部にあった漁港は捕鯨基地でもあった。
1597年1月、町の大火で町の3/4が焼失した。1638年、ゲタリア湾はスペイン＝フランス間の海戦の主戦場となった。スペイン独立戦争中の1811年、ゲタリアはフランス軍に占領され、1813年に解放されるまでダメージを受けた。
第一次カルリスタ戦争中の1835年、町はまず最初に廃墟と化した。1836年にカルリスタ軍が町を占領すると、その後夜半から放火が原因で火事となった。

## 政治

### 議会
| 政党                                               | 2015   | 2015 | 2011   | 2011 | 2007   | 2007 |
| 政党                                               | 得票率 | 議席 | 得票率 | 議席 | 得票率 | 議席 |
| エウスカル・エリア・ビルドゥ (EH Bildu) / ビルドゥ | 56.96% | 7    | 46.67% | 5    | -      | -    |
| バスク民族主義党 (EAJ-PNV)                         | 39.07% | 4    | 40.46% | 5    | 62.31% | 8    |
| アララール                                         | -      | -    | 9.57%  | 1    | 23.04% | 2    |
| バスク連帯 (EA)                                    | -      | -    | -      | -    | 7.93%  | 1    |

## 観光
- サン・サルバドール・デ・ゲタリア教会　-　スペインの史跡に指定されているゴシック様式教会。1397年、初めてギプスコアのフンタ（議会）が開催された場所。19世紀のカルリスタ戦争で損傷し、修復された。

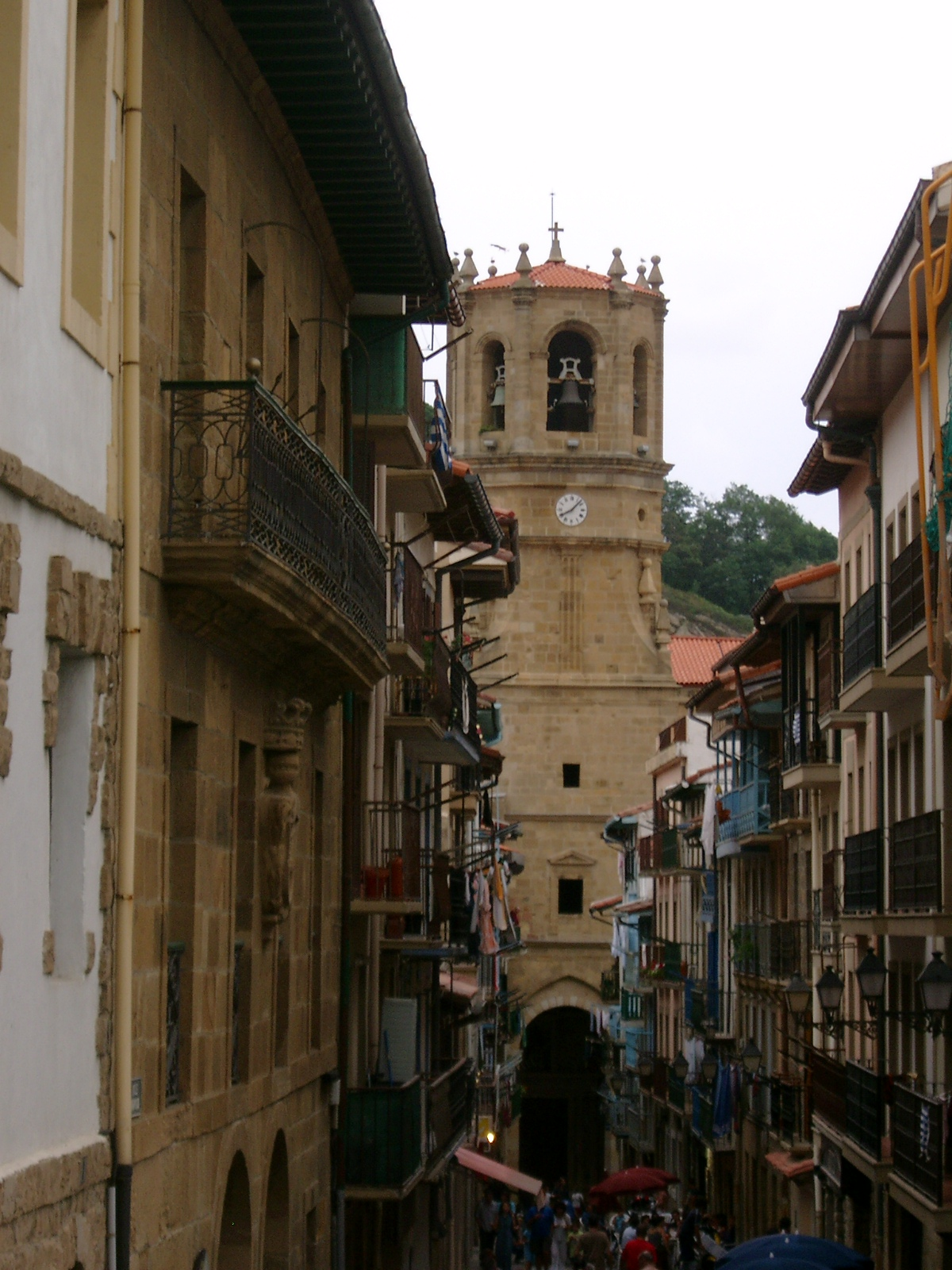
サン・サルバドール教会
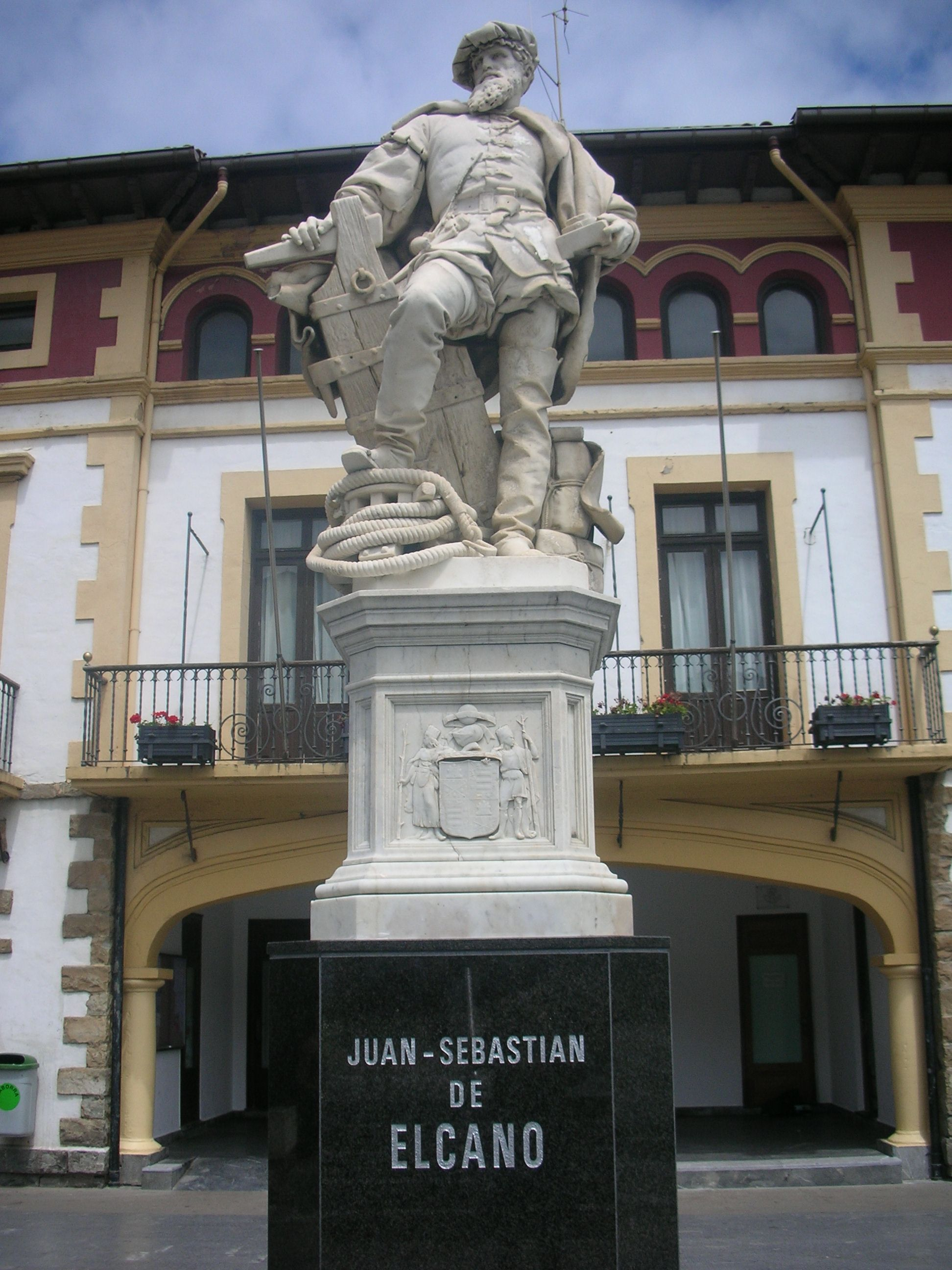
エルカーノ像

## 著名な出身者
- フアン・セバスティアン・エルカーノ　-　探検家
- クリストバル・バレンシアガ -　ファッションデザイナー